# Wierzbownica kosmata
Wierzbownica kosmata (Epilobium hirsutum L.) – gatunek rośliny z rodziny wiesiołkowatych (Onagraceae). Jest dość szeroko rozprzestrzeniony na kuli ziemskiej, w tym w Polsce. 

## Rozmieszczenie geograficzne
Rodzimym obszarem występowania tego gatunku jest Azja, Europa i Afryka, ale rozprzestrzenił się także w Makaronazji i Ameryce Północnej. W Polsce jest dość pospolity, zarówno na niżu, jak i w niższych położeniach górskich.
Gatunek ten jest klasyfikowany przez Międzynarodową Unię Ochrony Przyrody jako najmniejszej troski (LC, ang. least concern), ponieważ jest szeroko rozpowszechniony w stabilnych populacjach i w czasie oceny stopnia jego zagrożenia w 2012 r. nie był narażony na żadne większe zagrożenie. 

## Morfologia

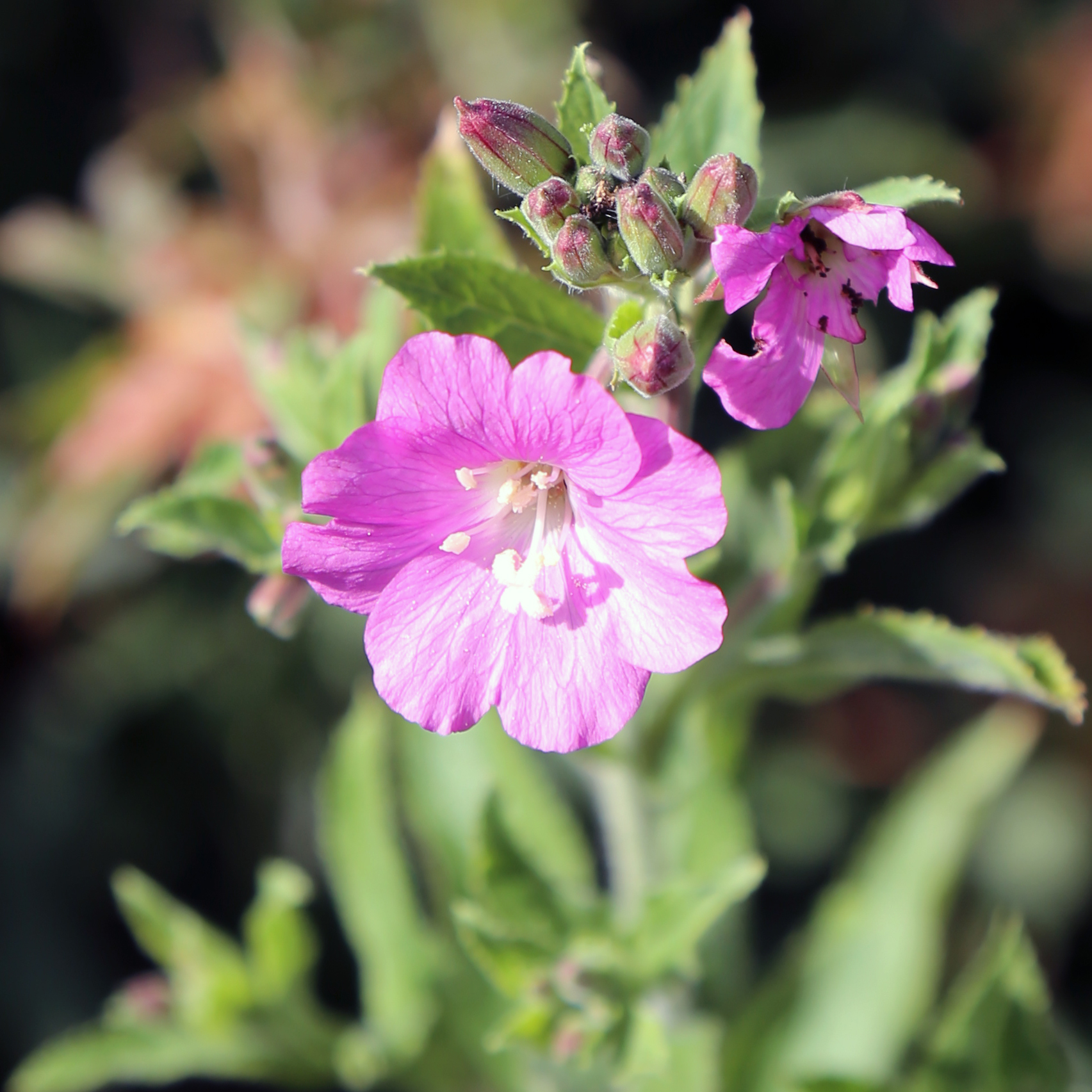
Kwiaty

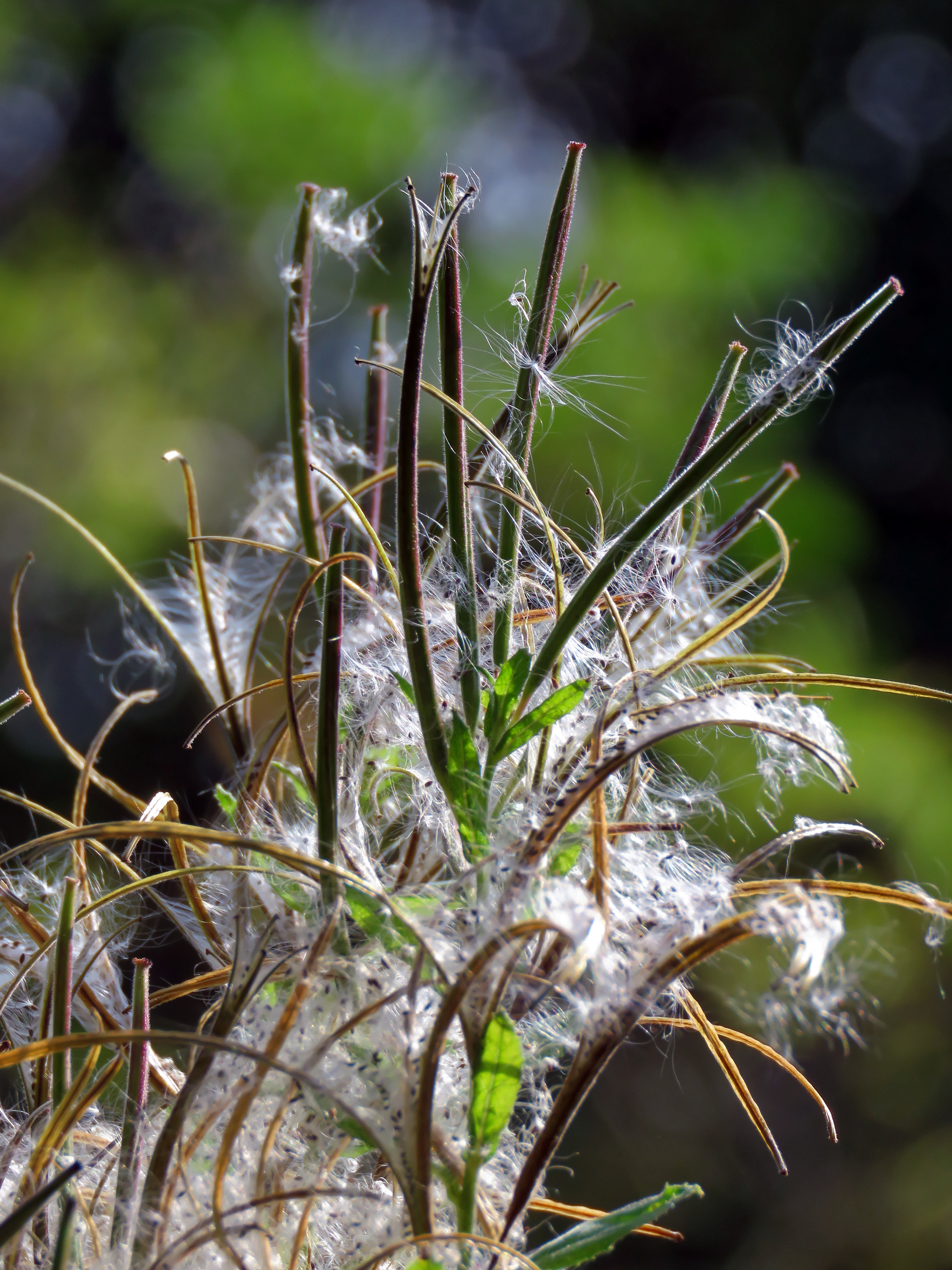
Owoce

PokrójRoślina osiąga przeważnie 60–150 cm wysokości, rzadziej 20–200 cm. Pod ziemią wytwarza zimujące rozłogi służące jej do rozmnażania wegetatywnego.
ŁodygaRozgałęziona, wzniesiona, obła, najczęściej odstająco owłosiona, dołem niekiedy łysiejąca, pokryta długimi włoskami bezgruczołowymi i krótkimi gruczołowymi.
LiścieDolne naprzeciwległe, górne naprzemianległe. Są lancetowate, omszone o piłkowano-ząbkowanej blaszce, siedzące, półkoliście obejmujące łodygę i nieco zbiegające po niej.
KwiatyDuże, promieniste, czerwonofioletowe lub purpuroworóżowe, o zalążni dolnej. Mają zielony (z czerwonymi podbarwieniami) 4-działkowy kielich o ostrych, lancetowatych działkach i koronę składającą się z 4 płatków długości (8)12–20 mm. Płatki są sercowato wycięte. Wewnątrz kwiatu jeden wzniesiony słupek o wydłużonej zalążni i wyraźnie czterołatkowym znamieniu oraz 8 dwusilnych pręcików (4 dłuższe i 4 krótsze). Pąki kwiatowe wzniesione.
OwoceDługa wąska, czworograniasta torebka o średnicy 2–3 mm. Nasiona z puchem kielichowym.

## Biologia i ekologia

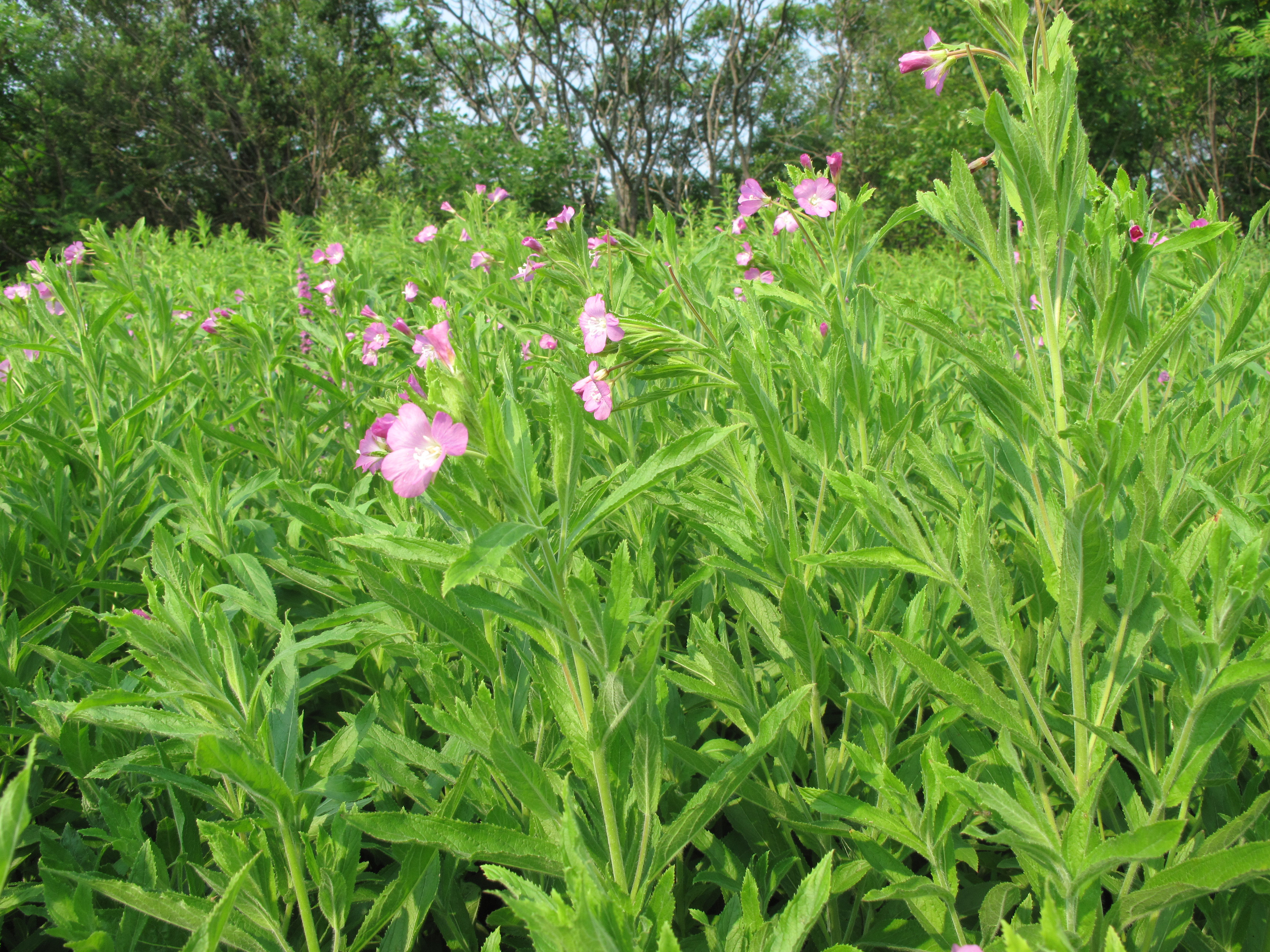
Płat wierzbownicy kosmatej

Bylina, hemikryptofit. Kwitnie od czerwca do sierpnia lub września. Roślina owadopylna lub samopylna. Nasiona rozsiewane są przez wiatr (anemochoria) wydmuchujący je z pękniętej po dojrzeniu torebki. 
Liczba chromosomów: 2n = 36.
Siedliskiem są brzegi wód, wilgotne łąki i zarośla. W klasyfikacji zbiorowisk roślinnych gatunek charakterystyczny dla Ass. Calystegio-Epilobietum hirsuti. 

## Zmienność
Tworzy mieszańce z wierzbownicą czworoboczną, w. drobnokwiatową, w. górską, w. Lamy'ego, w. różową.